# L Is for Lover (singolo)
L Is for Lover è un singolo del cantante statunitense Al Jarreau, pubblicato nel 1986 come estratto dall'album omonimo.

## Descrizione
Il brano è stato prodotto da Nile Rodgers.

## Successo commerciale
Il singolo ottenne successo a livello mondiale.